# Boneh-ye Nafal
Boneh-ye Nafal (persiska: بنه نفل) är en ort i Iran.   Den ligger i provinsen Khuzestan, i den centrala delen av landet, 500 km söder om huvudstaden Teheran. Boneh-ye Nafal ligger 111 meter över havet och antalet invånare är 122.
Terrängen runt Boneh-ye Nafal är lite kuperad. Runt Boneh-ye Nafal är det ganska tätbefolkat, med 58 invånare per kvadratkilometer. Närmaste större samhälle är Jāyezān, 19,8 km sydost om Boneh-ye Nafal. Trakten runt Boneh-ye Nafal är ofruktbar med lite eller ingen växtlighet.